# 阿爾加區
49°54′32″N 57°19′40″E / 49.9088°N 57.3278°E

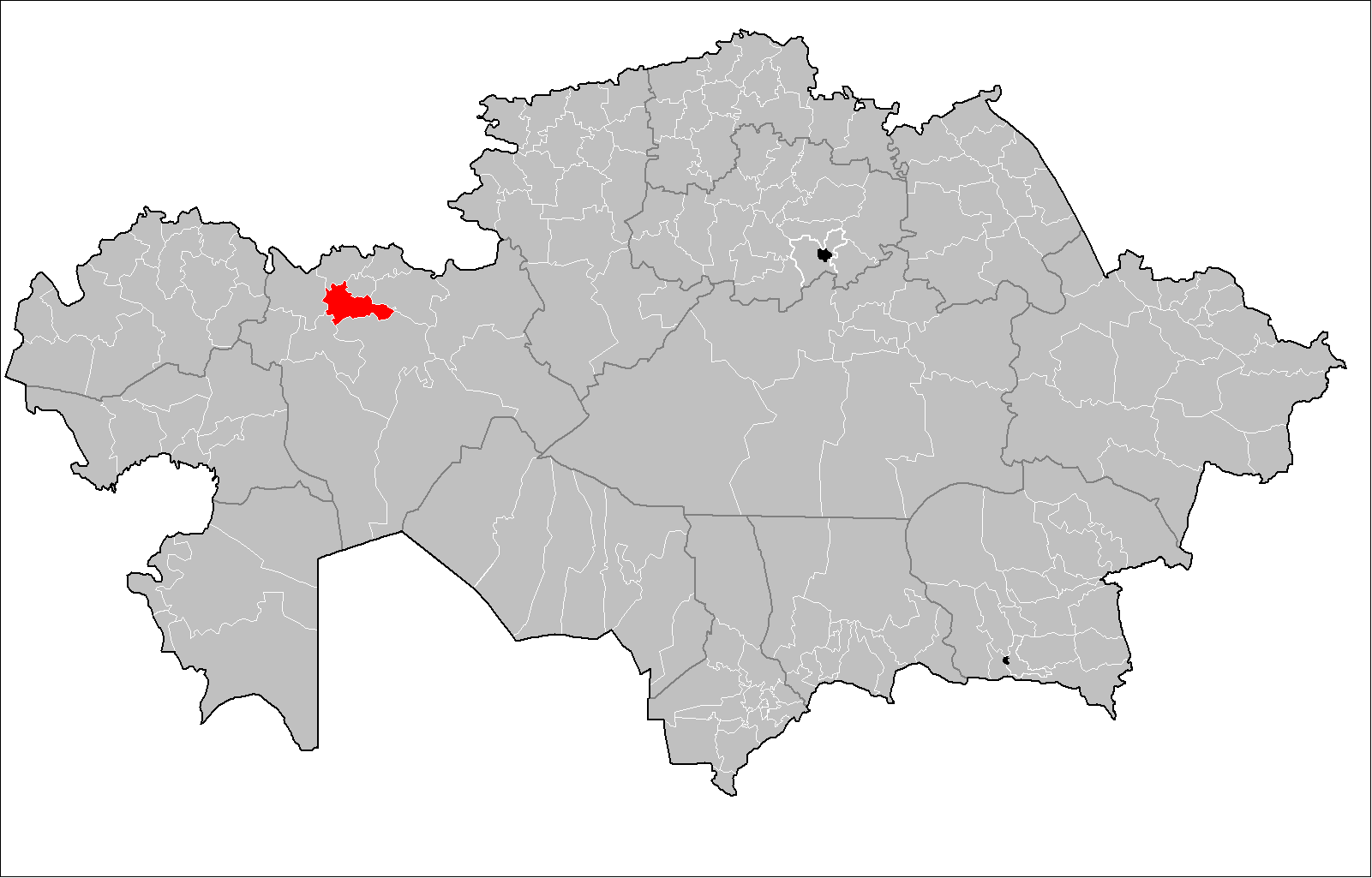

阿爾加區是哈薩克斯坦的行政區，位於該國中西部，由阿克托貝州負責管轄，首府設於阿爾加，始建於1933年，面積7,507平方公里，2019年人口40,783。